# Viesīte kommun
Viesītes novads var en kommun i Lettland. Den låg i den centrala delen av landet, 110 km sydost om huvudstaden Riga. Antalet invånare var 4 705. Arean var 651 kvadratkilometer.
2021 slogs kommunen samman med Jēkabpils kommun.
Följande samhällen fanns i Viesītes novads:
- Viesīte